# 피지 여자 축구 국가대표팀
피지 여자 축구 국가대표팀은 피지를 대표하는 여자 축구 국가대표팀으로 피지 축구 협회에서 관리한다. 

## 역대 성적

### FIFA 여자 월드컵
- 1991년 ~ 2023년: 예선 탈락

## 같이 보기
- 피지 축구 국가대표팀